# .400/360 Nitro Express
El .400/360 Nitro Express (2 3⁄4-pulgadas) son un grupo de cartuchos de fuego central desarrollados por James Purdey & Sons, William Evans, Westley Richards y Fraser de Edimburgo a principios del siglo XX.

## Diseño
El .400/360 Nitro Express son todos anillados, con casquillo con cuello de botella, para ser disparados de rifles dobles o de un solo tiro. Si bien todos son casi idénticos, existen ligeras variaciones en dimensiones, pesos de los proyectiles, y en el caso del diseño de Purdey, calibre.
Debido a la necesidad de regular los dos cañones de un rifle doble para que estos logren el mismo punto de imacto, los 400/360 NE se ofrecían con una sola carga.

### .400/360 Evans
El .400/360 Evans dispara un proyectil de .358 pulgadas de 300 granos, a 1950 pies/segundo

### .400/360 Fraser
El .400/360 Fraser dispara un proyectil de .357 pulgadas de 289 granos

### .400/360 Purdey
El .400/360 Purdey dispara un proyectil de .367 pulgadas de 300 granos a una velocidad de 1950 pies por segundo. 

### .400/360 Westley Richards
El .400/360 Westley Richards dispara un proyectil de.358 pulgadas de 314 grranos a 1900 pies por segundo. 

### 9x70mm Mauser
El 9x70mm Mauser es una versión alemana del Westley Richards, disparando una bala de .358 pulgadas y 217 granos de peso a 2,477 pies/segundo. 

## Historia
Todas las  versiones del .400/360 Nitro Express aparecieron a principios del siglo XX y fueron muy populares para uso en África e India.
El .400/360 Nitro Express los cartuchos gradualmente perdieron popularidad con la aparición del mecanismo de cerrojo tamaño magnum delMauser 98 que resultó en que fueran suplantados por el .350 Rigby y el .375 H&H Magnum.

## Uso
Todas las  versiones del .400/360 Nitro Express es adecuado para la caza mayor de animales de tamaño mediano. 
En su Libro, Rifles y Cartuchos Africanos, John "Pondoro" Taylor escribió de los .400/360 Nitro Express que "todos mataban, pero fallaban en satisfacer."